# OldTown Festival
OldTown Festival – największy w Europie festiwal utrzymywany w konwencji postapokaliptycznej, znanej z filmów Mad Max, serii komputerowych gier fabularnych Fallout, gry fabularnej Neuroshima czy też gier i książek w uniwersum Metro 2033 i S.T.A.L.K.E.R. Wydarzenie odbywa się co roku w lipcu na terenie opuszczonego, poradzieckiego lotniska Kluczewo w Stargardzie, wśród zniszczonych budynków, bunkrów i umocnień, które na potrzeby wydarzenia stanowią element odwzorowujący „małe miasteczko gdzieś pośrodku pustkowi”.
Festiwal jest organizowany przez Stowarzyszenie Organizatorów Symulacji i Gier Terenowych OldTown. Jego pierwsza edycja pod nazwą „Zlot milośników Fallouta i postpokalipsy Stargard Kluczewo” miała miejsce w 2005 roku i wzięło w niej udział 55 osób, jednak wraz z upływem lat liczba uczestników systematycznie wzrastała, aż w roku 2018 wyniosła około tysiąca osób.

## Podział festiwalu
Festiwal dzieli się na kilkudniową część konwentową oraz trwającą również kilka dni fabularną grę terenową (ang. live action role-playing, w skrócie LARP), przypominającą warunki obozu przetrwania. Proporcje między jedną a drugą częścią zmieniały się wraz z rozwojem festiwalu.

### Gra terenowa
Punktem centralnym festiwalu jest kilkudniowy LARP. W 2018 i 2019 roku gra terenowa trwała nieustannie przez 100 godzin. Opuszczone lotnisko na kilka dni stało się areną gry fabularnej osadzonej w rzeczywistości świata zniszczonego przez wojnę nuklearną. Podczas rozgrywki gracze wcielali się w wymyślone przez siebie postacie, starając się realizować postawione przed nimi cele, pełniąc jednocześnie role mieszkańców postapokaliptycznego uniwersum. Głównymi założeniami gry terenowej, będącej swoistą symulacją życia w miasteczku i pustkowiach po apokalipsie, jest interakcja z innymi graczami i rozgrywka, w której najważniejszą rolę odgrywa wyobraźnia, ale także rekwizyty i stroje. Wiele miesięcy przed festiwalem jego organizatorzy przygotowują główną linię fabularną gry terenowej. W 2018 roku w przygotowanie fabuły LARP-a zaangażowanych było około 150 osób.

### Konwent
W trakcie festiwalu część konwentowa poprzedza grę terenową lub też następuje po LARP-ie. W czasie części konwentowej na terenie miasteczka OldTown odbywają się liczne wydarzenia kulturalne: warsztaty artystyczne, spotkania autorskie. Uczestnicy mogą wziąć udział w widowiskach artystycznych, wernisażach, wystawach fotograficznych. W 2014 roku w czasie konwentu odbywały się różne konkursy z nagrodami, prelekcje tematyczne, panele dyskusyjne oraz turnieje, również gier planszowych takich jak Neuroshima Hex. Organizowane są również koncerty i pokazy taneczne w stylu postapokaliptycznym oraz zawody sportowe, takie jak Jugger (brutalna gra zespołowa znana z filmu postapokaliptycznego Krew bohaterów).

### Weekend w OldTown
W 2019 po raz pierwszy zorganizowano wydarzenie ogólnodostępne – Weekend w OldTown, kiedy to teren festiwalu mogły zwiedzić osoby niebędące uczestnikami.

## Fabuła gry
Główną atrakcją festiwalu jest odgrywana przez graczy fabularna historia. Konwencja festiwalu jest postapokaliptyczna, a uczestnicy wydarzenia odtwarzają odradzającą się cywilizację po Trzeciej Wojnie Światowej, gdzie czyha wiele zagrożeń, m.in. raidersi mutanty i radiacja. Szczególnie ważną rolę w formowaniu OldTown odegrała gra Fallout, której linia fabularna jest bardzo podobna do tej odgrywanej na lotnisku.
Uczestnicy gry to nieliczni ocaleni mieszkańcy planety po wojnie nuklearnej, gdzie część ludzkości przeżyła i teraz egzystuje w niewielkich skupiskach. Zgodnie z fabułą w „miasteczku” OldTown raz do roku odbywa się Pora Przybyszów. Podczas tego okresu do miasta przyjeżdżają ludzie oraz rozgrywana jest fabuła przewidziana przez organizatorów. Choć organizatorzy tworzą główną oś fabuły, w której muszą odnaleźć się gracze, to uczestnikom zostaje pozostawiona duża dowolność w podejmowaniu działań. Każdy gracz może dołączyć się do proponowanych wydarzeń lub też je zignorować, bądź też tworzyć własne wątki fabularne.
W trakcie trwania gry uczestnicy festiwalu przenoszą się sto lat w przyszłość. Cała fabuła została zapoczątkowana w 2005 (2105) roku i jest ciągle kontynuowana. Miejsce festiwalu staje się kilkudniową sceną wydarzeń, które będą rzutować na przyszłe edycje. Dzięki temu gracze, którzy podjęli pewne działania w poprzednich odsłonach gry lub mieli jakieś osiągnięcia, mogą zobaczyć ich skutki w kolejnych rozgrywkach.
Każdy z uczestników wciela się w wykreowaną przez siebie postać, odpowiadającą przyjętej konwencji. Decyzje podjęte podczas trwania rozgrywki mogą mieć wpływ na całą linię fabularną świata gry. Uczestnicy wpływają na losy nie tylko swojej postaci, ale również całej drużyny (frakcji) czy nawet miasteczka. Gracze często są stawiani przed trudnymi wyborami moralnymi. Podejmują decyzje, czy postąpić szlachetnie i narażać swoje życie, czy też w ramach fabuły wystawiać innych na pewną śmierć, jednak w zamian za to łatwo się wzbogacić.
Miasto w ramach fabuły ma działający szpital, komendę policji, bary, Radę Miasta oraz sztuczną inteligencję zwaną Igor, która jest niejako opiekunem całej osady. Miasteczko OldTown jest zaprojektowane tak, żeby był to żywy miejski organizm, dlatego istnieje tam „fabularny” handel, media, służby porządkowe czy też tablica ogłoszeń. Przez lata trwania festiwalu miasto dorobiło się swojej waluty (specjalnie znaczony przez organizatorów „kapsel”), istnieje rozbudowany handel i samodzielna, żywa ekonomia.
Miasteczko jest też zmotoryzowane – niektórzy gracze posiadają własne pojazdy o postapokaliptycznym wyglądzie, odpowiednio przystosowane do wymagań fabularnych. Podczas rozgrywki gracze mogą korzystać z replik broni ASG. Wszelkie kwestie sporne odnośnie do wyglądu, posiadanych replik czy samych zachowań podczas gry reguluje mechanika rozgrywki, która co roku jest aktualizowana, wraz ze zmieniającymi się wymaganiami. Uczestnicy mogą również korzystać z broni otulinowej, której bezpieczeństwo jest sprawdzane przez organizatorów w trakcie akredytacji.

## Przestrzeń festiwalu, scenografia i kostiumy
OldTown odbywa się na terenie lotniska Kluczewo, przestrzeni odizolowanej od miasta Stargard. Na tym obszarze znajdują się lasy, pola, drogi i stara infrastruktura wojskowa (m.in. pasy startowe, podziemne schrony, bunkry, ruiny budynków i zniszczone hangary). Elementy te są adaptowane na potrzeby gry, służąc kreacji wyobrażonego świata po apokalipsie.
Jeszcze przed rozgrywką cała przestrzeń lotniska jest reorganizowana tak, aby na czas festiwalu tworzyła realia postapokaliptycznego miasteczka. W związku z tym zostaje stworzona różnego rodzaju mniej lub bardziej symboliczna infrastruktura, taka jak bar, kasyno, klub „Inkwizytor”, kawiarnia, biblioteka, bank, szpital, laboratorium, mur miejski, bramy, budynek rady miasta i areszt miejski. Budowa infrastruktury miasteczka rozpoczyna się tydzień przed początkiem festiwalu, a w jego powstawanie zaangażowani są organizatorzy oraz wolontariusze-uczestnicy.
Dodatkowo scenerię tworzą gracze przebrani w wyjątkowe stroje, budujący obozy w stylu postapokaliptycznym, a także jeżdżący przerobionymi samochodami. Wszystkie elementy w grze swoim wyglądem oddają realia świata zniszczonego w globalnym konflikcie atomowym.

## Społeczność
OldTown Festival jest imprezą o charakterze międzynarodowym. Jego uczestnicy przyjeżdżają nie tylko z całej Polski, ale również z Niemiec, Ukrainy, Czech, Finlandii, Izraela, a nawet Australii. Dolna granica wieku uczestników wynosi 18 lat. Początkowe edycje festiwalu charakteryzowały się znaczną przewagą mężczyzn, jednak z roku na rok zaczęło pojawiać się coraz więcej kobiet. Uczestnicy zlotu to zarówno studenci, jak i osoby pracujące, mające średnie lub wyższe wykształcenie. Wywodzą się różnych grup społecznych. Poprzez odgrywane doświadczenie postapokalipsy społeczność łączy poczucie imersji, wspólnotowości, oderwania od rzeczywistości, załamania w trakcie trwania festiwalu społecznej struktury, krytyki współczesnych wartości, potrzeby odreagowania i relaksu.

## Frakcje fabularne
Społeczność OldTown dzieli się na liczne grupy zrzeszające się w ramach jednej, wspólnej konwencji. Takie grupy o wspólnych interesach, poglądach i celach w trakcie OldTown Festival określa się frakcjami. Należą do nich np.: Wesoła Rodzinka Mortimerów, Kawaleria Berg, Bohema, Brotherhood of Beer, Spartan Commando, Taksiarze, Traperzy, Zakon Świętego Płomienia, Paleciarze. Frakcje mają swoje profile, nazwę, znak rozpoznawczy, a niekiedy rozbudowaną hierarchię. Mogą mieć charakter handlowy, militarny, artystyczny, religijny lub świadczyć usługi medyczne. Działalność licznych frakcji wykracza poza postapokaliptyczny zlot.
Jednak nie każdy uczestnik festiwalu przynależy do jakiejś frakcji, a fabuła nie zakłada obowiązku przynależenia do konkretnej grupy. Osoby takie określa się mianem bezfrakcyjnych.

## Nagrody
W 2016 roku Stowarzyszenie Organizatorów Symulacji i Gier Terenowych OldTown otrzymało nagrodę Prezydenta Miasta Stargard w konkursie twórców kultury.

## Galeria

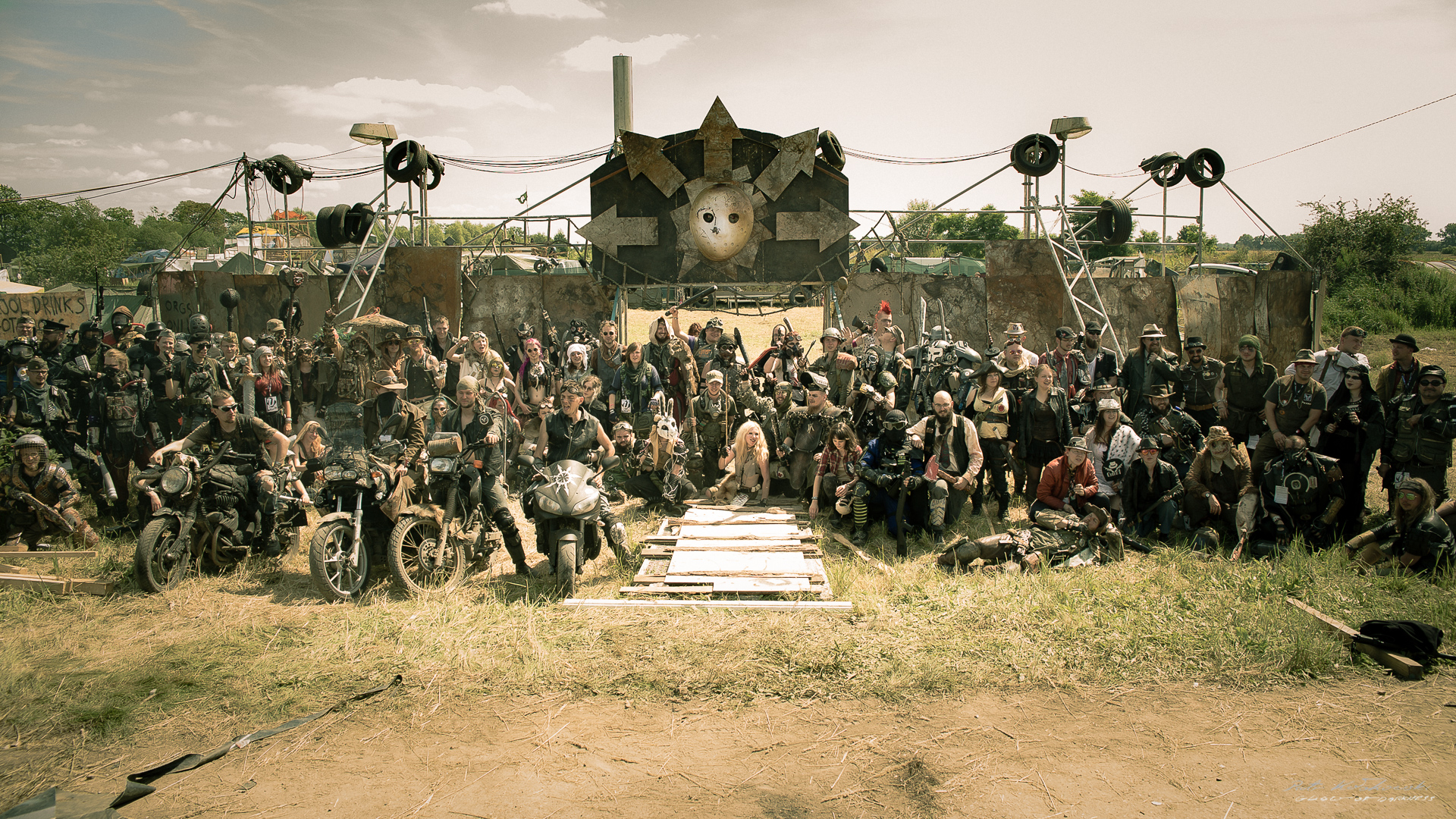
Miasteczko OldTown
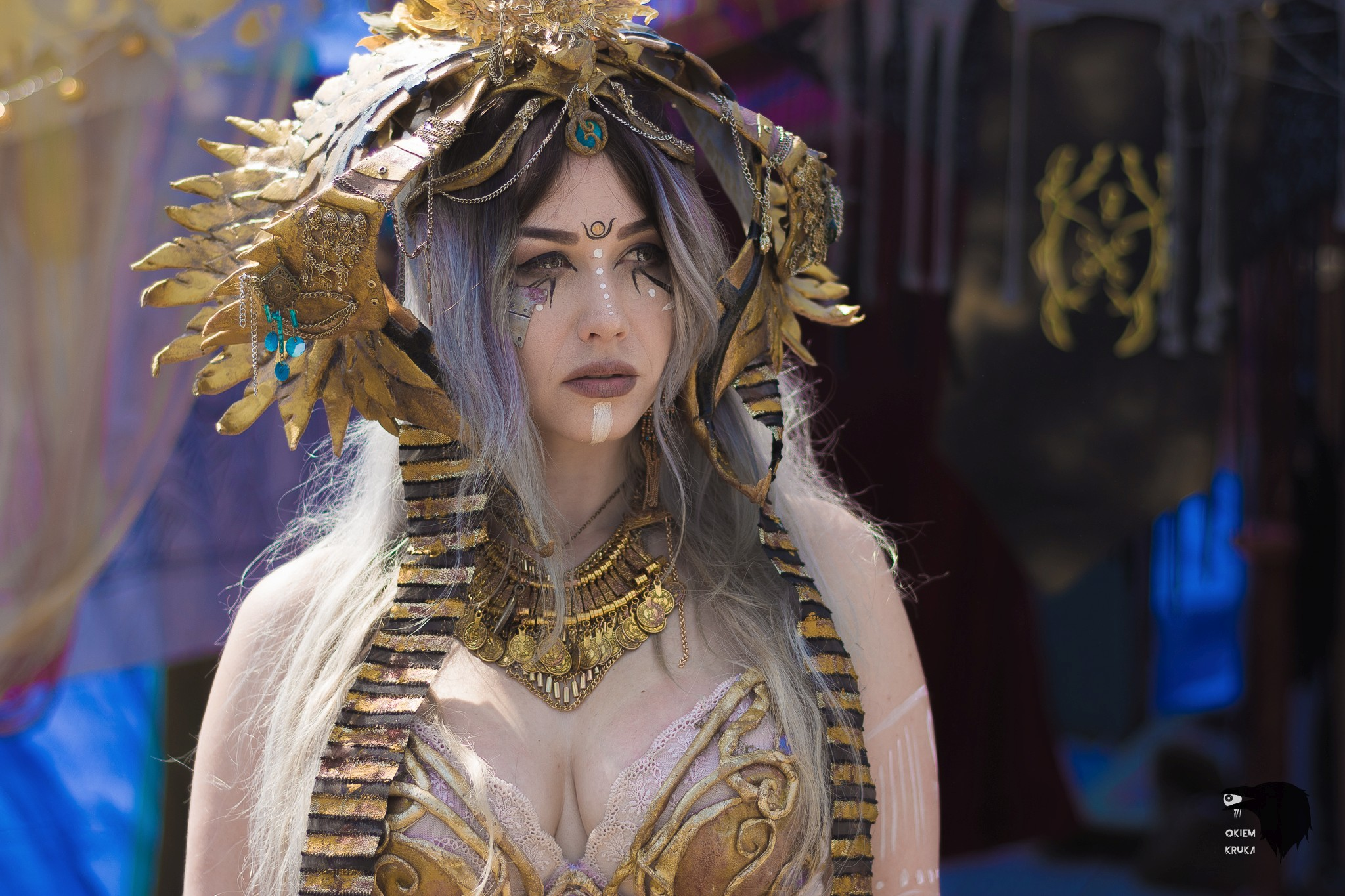
Strój uczestniczki OldTown
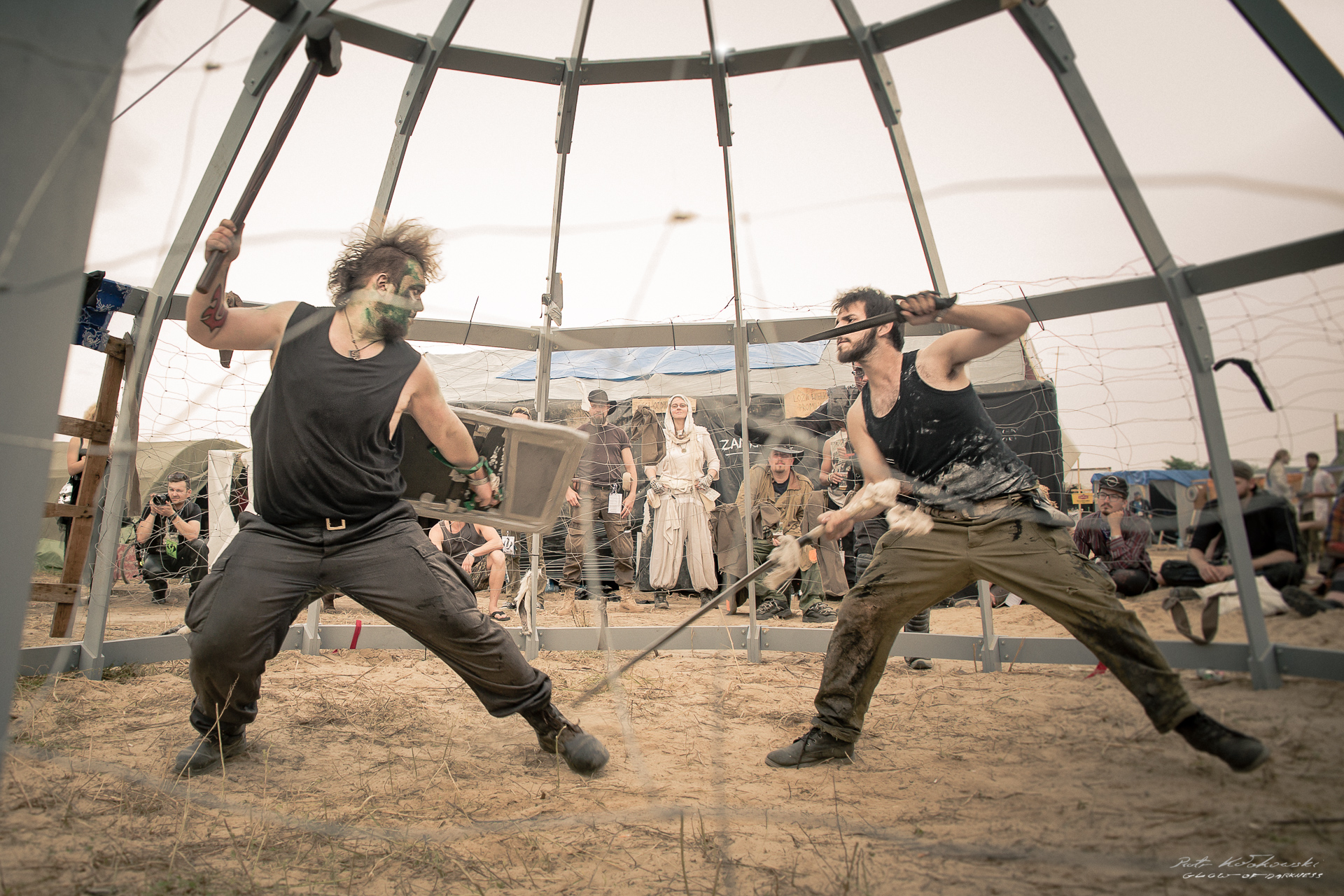
Inscenizowana walka
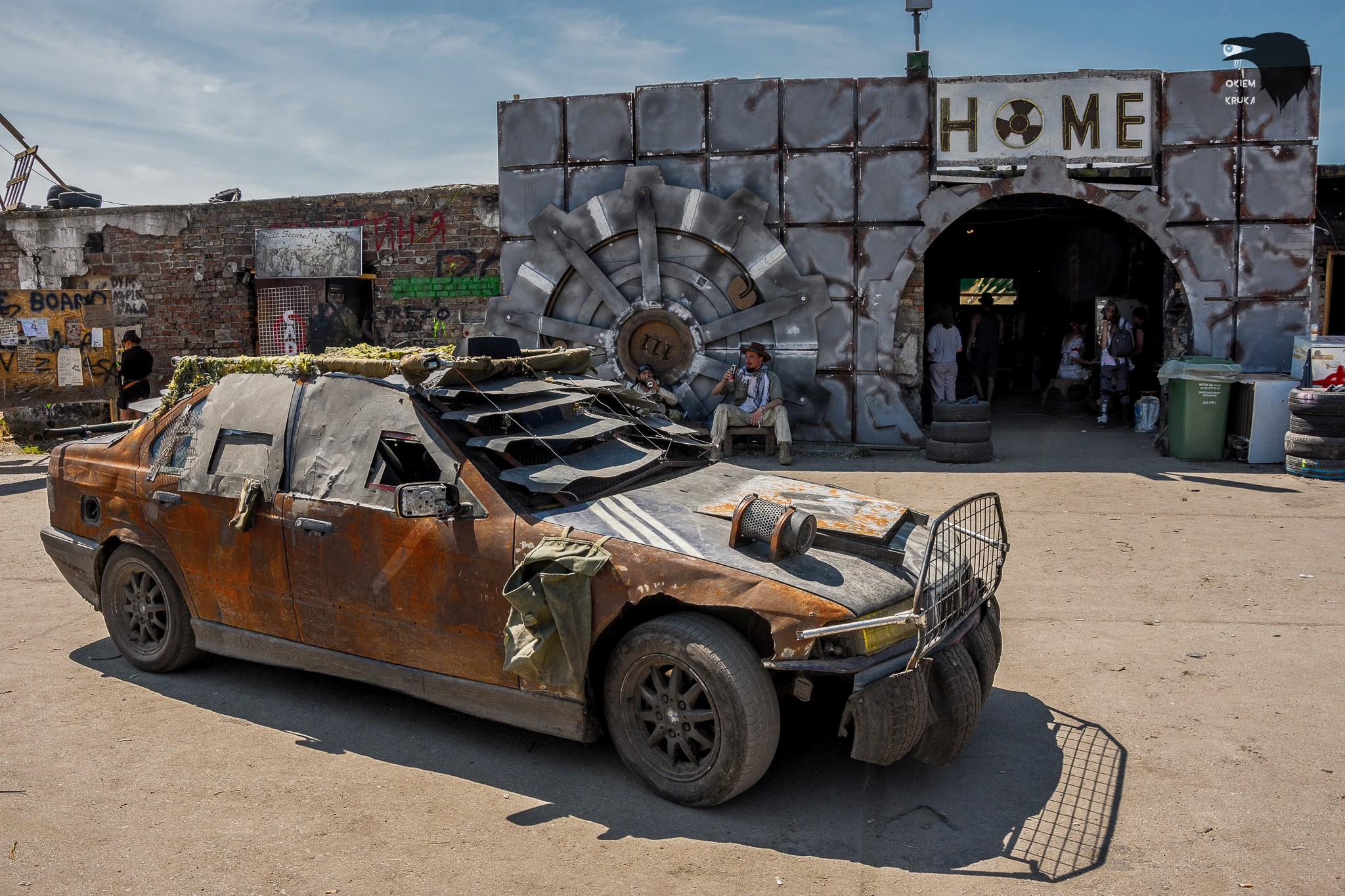
Samochód w stylu postapokaliptycznym
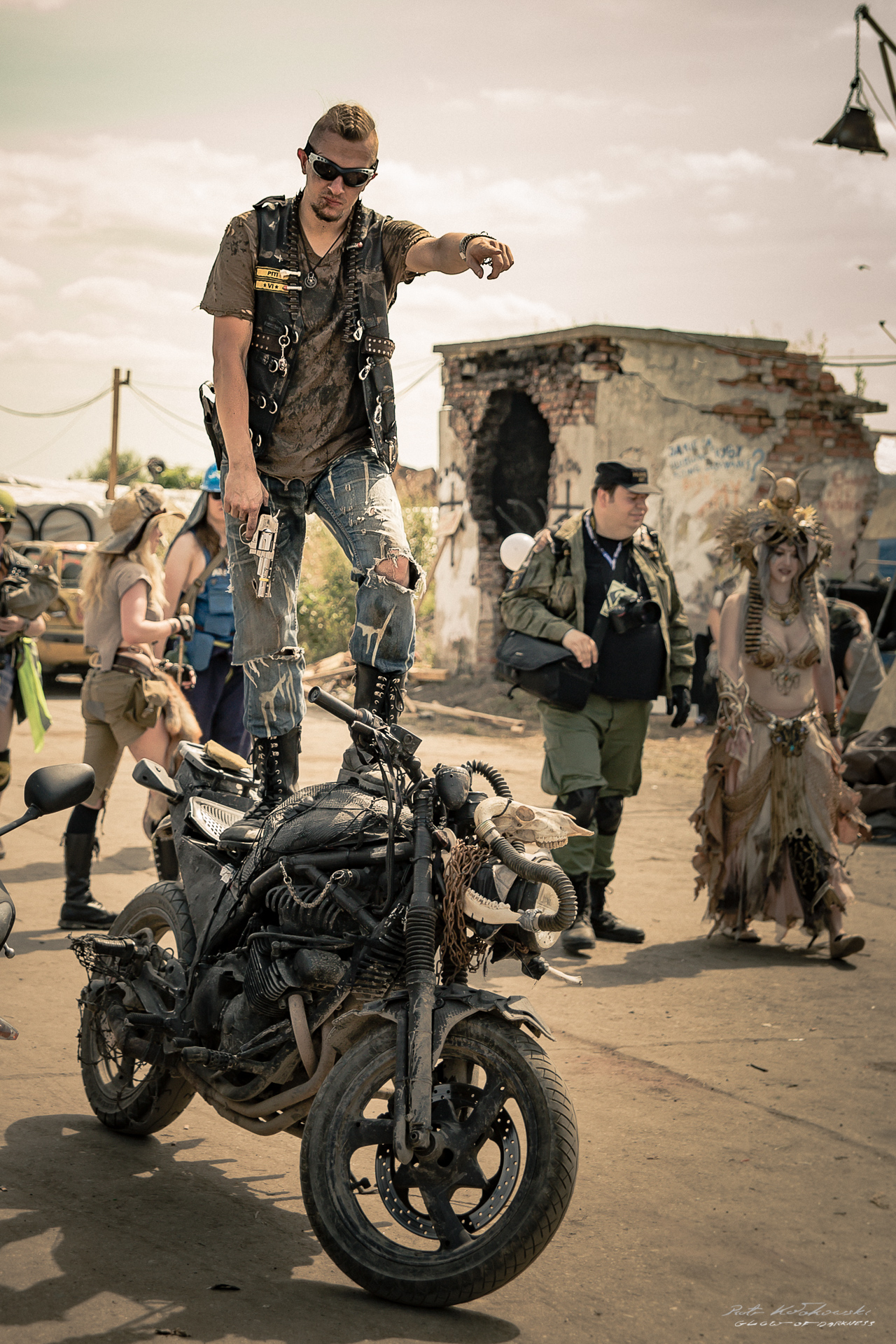
Motocykl w stylu postapokaliptycznym
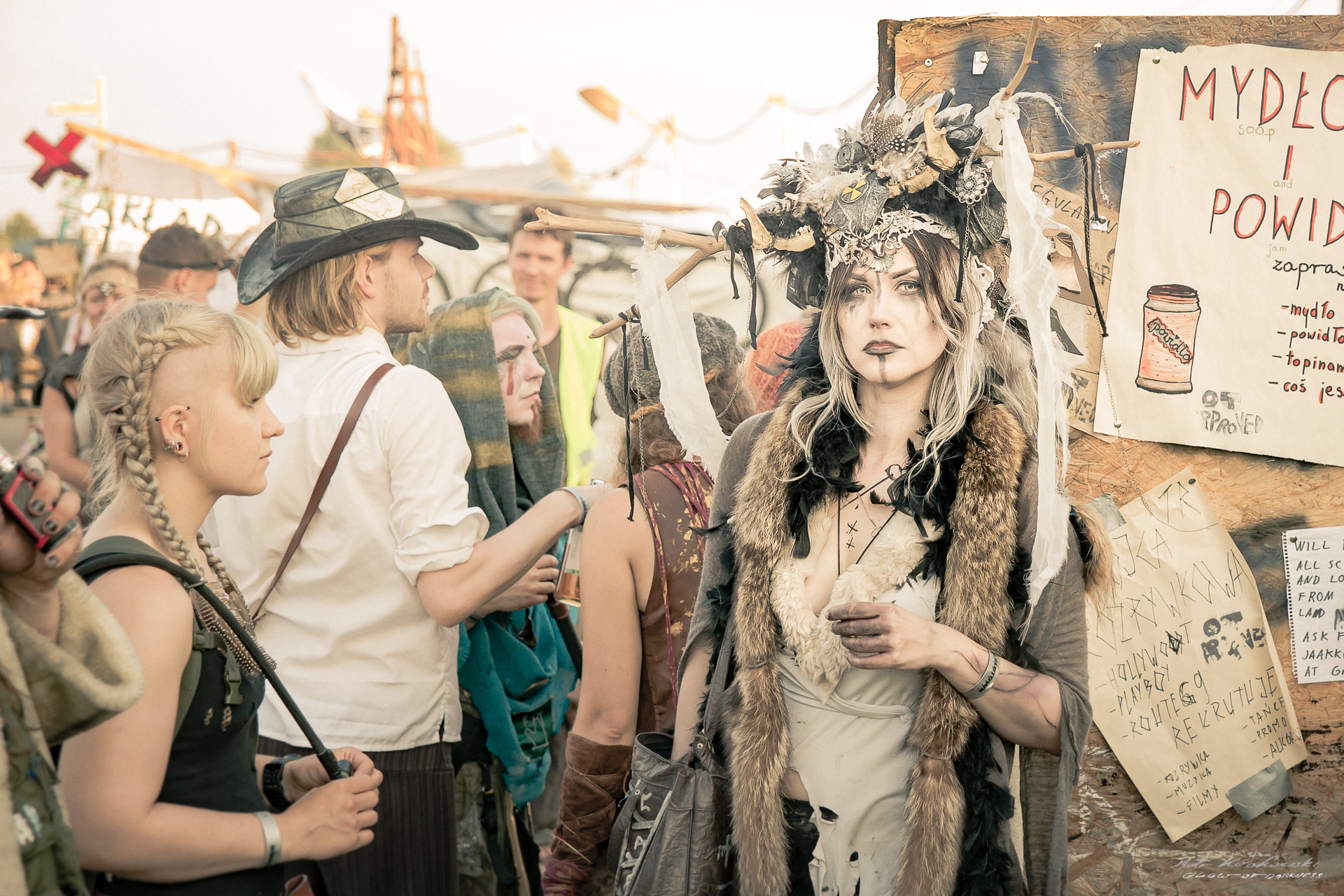
Tablica ogłoszeń w miasteczku
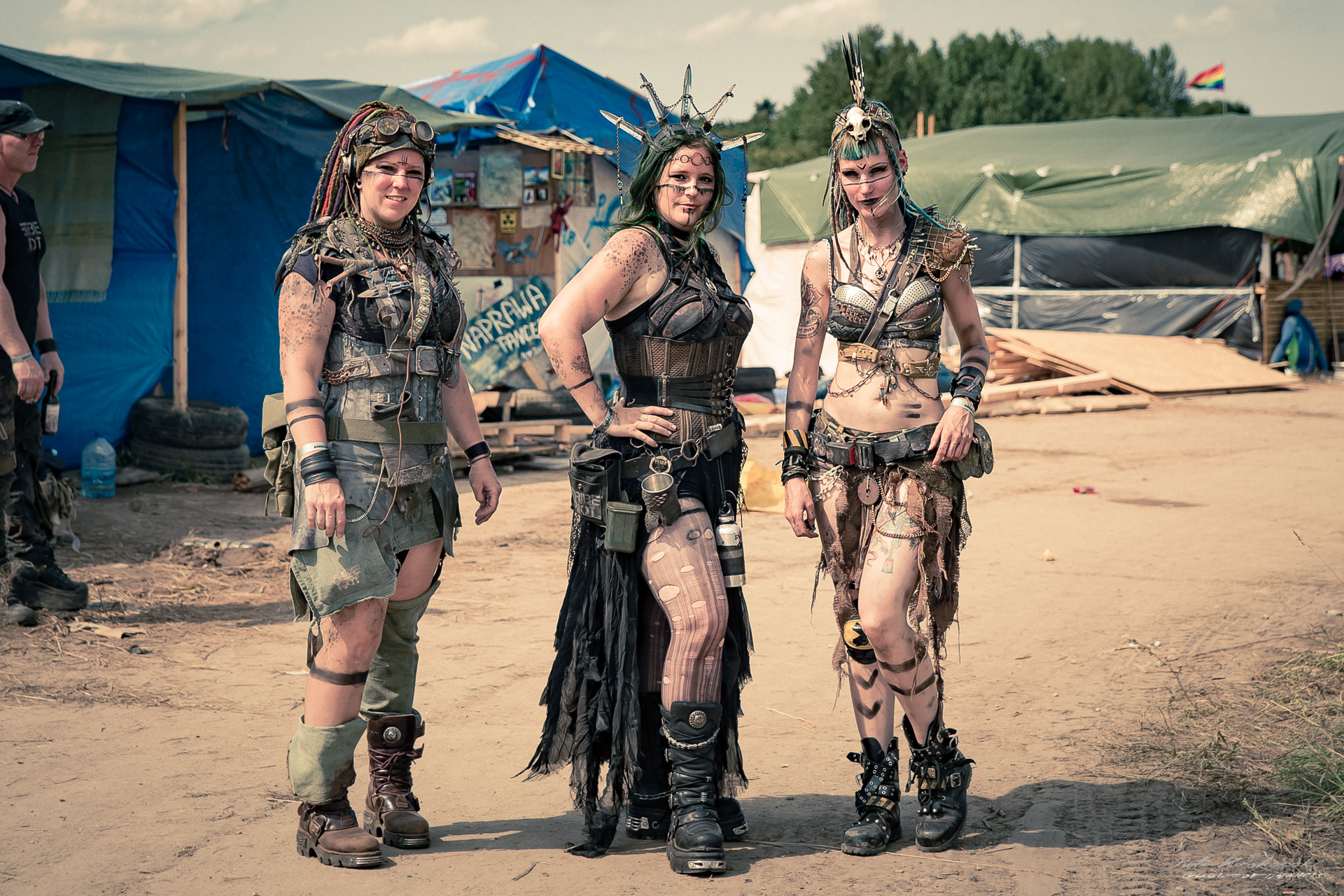
Trzy uczestniczki
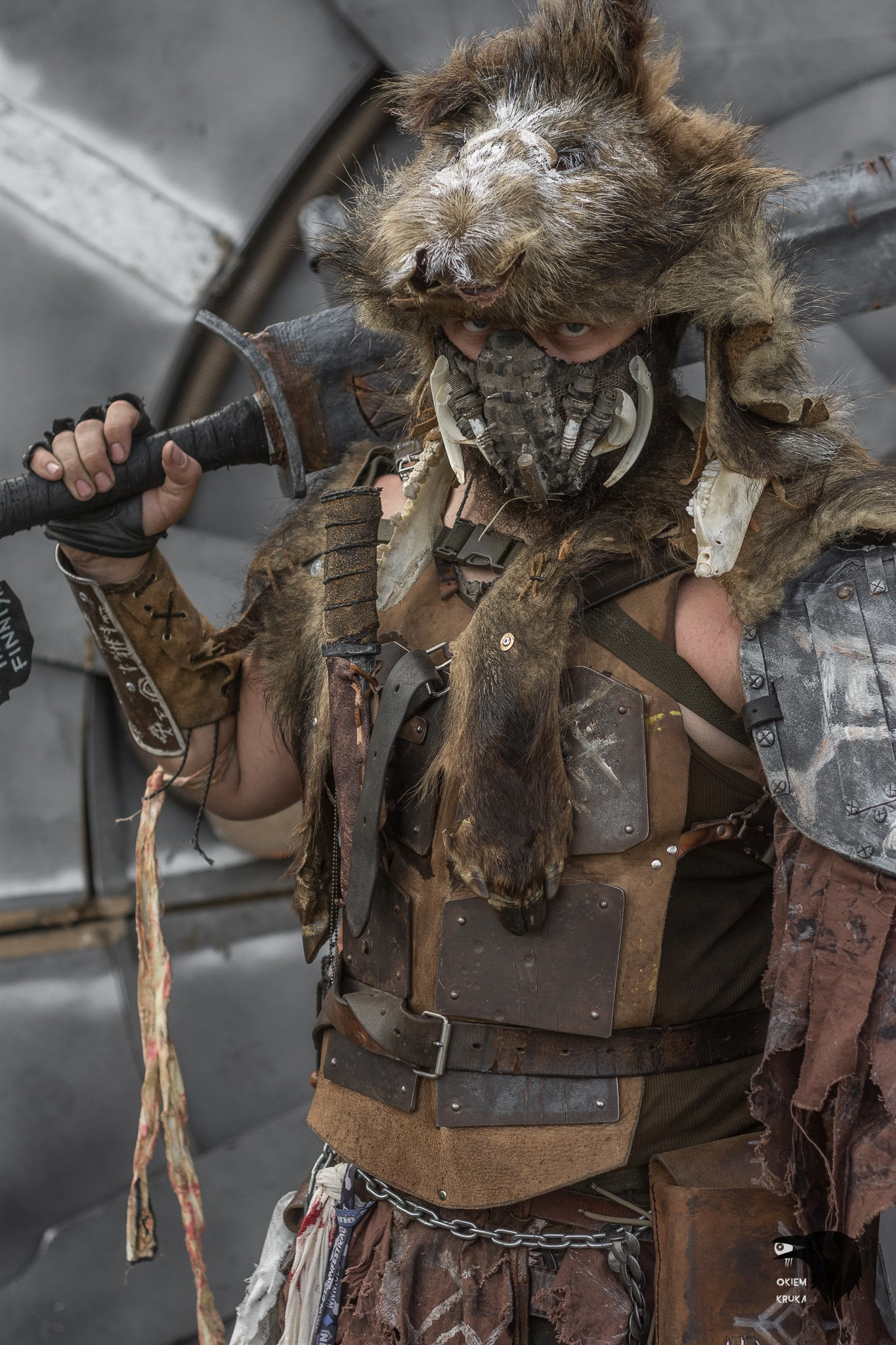
Człowiek-niedźwiedź

### Filmy
- OldTown Trailer – film z 2014 roku
- Oldtown Festival 2015 by Skylens – film z 2015 roku
- OldTown 2016 trailer by Skylens – film z 2016 roku
- True OldTown- Trailer [PL] – film z 2017 roku
- OldTown 2018 – Trailer – film z 2018 roku
- OldTown Trailer 2019